# Ljubičasta flabelina
Ljubičasta flabelina (lat. Flabellina affinis) vrsta je puža golaća (gološkržnjaka) jarkih boja. Pripada porodici Flabellinidae te natporodici Flabellinoidea.
Vrlo je slična vrsti Flabellina ischitana.
Puž je vrlo jarke boje i tijelo mu je djelomično prozirno. Ima dugačka ticala, s time da je gornji par ticala narebran prstenovima. Na leđima ima stabalca iz kojih se granaju dugačke izrasline. Obično naraste do 5 cm.
Obitava u Sredozemnom i Jadranskom moru, istočnom Atlantiku. Kao i predstavnici roda Flabellina, ova se vrsta hrani obrubnjacima.
Ljubičasta flabelina nalazi se i na markici Hrvatske pošte.

## Vanjske poveznice
- Puž golać - Flabellina affinis[neaktivna poveznica]